# Saturn Award für den besten Thriller
Folgende Filme haben den Saturn Award für den besten Thriller gewonnen:
| Jahr | Film                                      | Weitere Nominierungen |
| ---- | ----------------------------------------- | --- |
| 2014 | World War Z                               | The Call – Leg nicht auf! The East Die Unfassbaren – Now You See Me The Place Beyond the Pines Prisoners                         |
| 2015 | Gone Girl – Das perfekte Opfer            | American Sniper The Equalizer The Guest The Imitation Game – Ein streng geheimes Leben Nightcrawler – Jede Nacht hat ihren Preis |
| 2016 | Bridge of Spies – Der Unterhändler        | Black Mass The Gift The Hateful Eight Mr. Holmes Sicario                                                                         |
| 2017 | 10 Cloverfield Lane                       | The Accountant Girl on the Train Hell or High Water Jason Bourne The Shallows – Gefahr aus der Tiefe Split                       |
| 2018 | Three Billboards Outside Ebbing, Missouri | Brawl in Cell Block 99 Mord im Orient Express Die Verlegerin Suburbicon Wind River                                               |
| 2019 | Bad Times at the El Royale                | Bad Samaritan – Im Visier des Killers (Bad Samaritan) Destroyer Dragged Across Concrete Greta Ma Searching                       |
| 2021 | Knives Out – Mord ist Familiensache       | Da 5 Bloods The Good Liar – Das alte Böse The Irishman Mank Der schwarze Diamant                                                 |
| 2022 | Nightmare Alley                           | Ambulance The Northman Old The Outfit Pig                                                                                        |
| 2024 | Oppenheimer                               | Don’t Worry Darling Glass Onion: A Knives Out Mystery Knock at the Cabin The Lesson The Menu                                     |
| 2025 | Strange Darling                           | Blink Twice Civil War Saltburn Speak No Evil Wolfs                                                                               |